# 현대 엘란트라
현대 엘란트라(Hyundai Elantra)는 현대자동차의 전륜구동 준중형차이다. 현재 엘란트라는 아반떼와 i30의 수출명으로 사용되고 있으며, 현대자동차의 공식적인 보도 발표에 의하면 아반떼의 전신인 엘란트라가 아반떼의 1세대 모델로 분류되기 시작하여 현대자동차의 전륜구동 준중형차는 7세대까지 구축되었다. 차명인 엘란트라는 프랑스어로 '열정'을 의미하는 'Elan', 영어로 '수송'이나 '운송'을 의미하는 'Transport'에서 맨 앞 세 글자인 'Tra'두 가지를 합성하여 지었다.
그러나 로터스가 제작한 로드스터인 엘란과 차명이 비슷하여 유럽과 오스트레일리아 등에서는 란트라라는 차명으로 수출되기도 하였고, 이는 2세대 아반떼까지 이어졌다.

## 1세대(J1)

### 엘란트라(1990년10월~1993년3월)

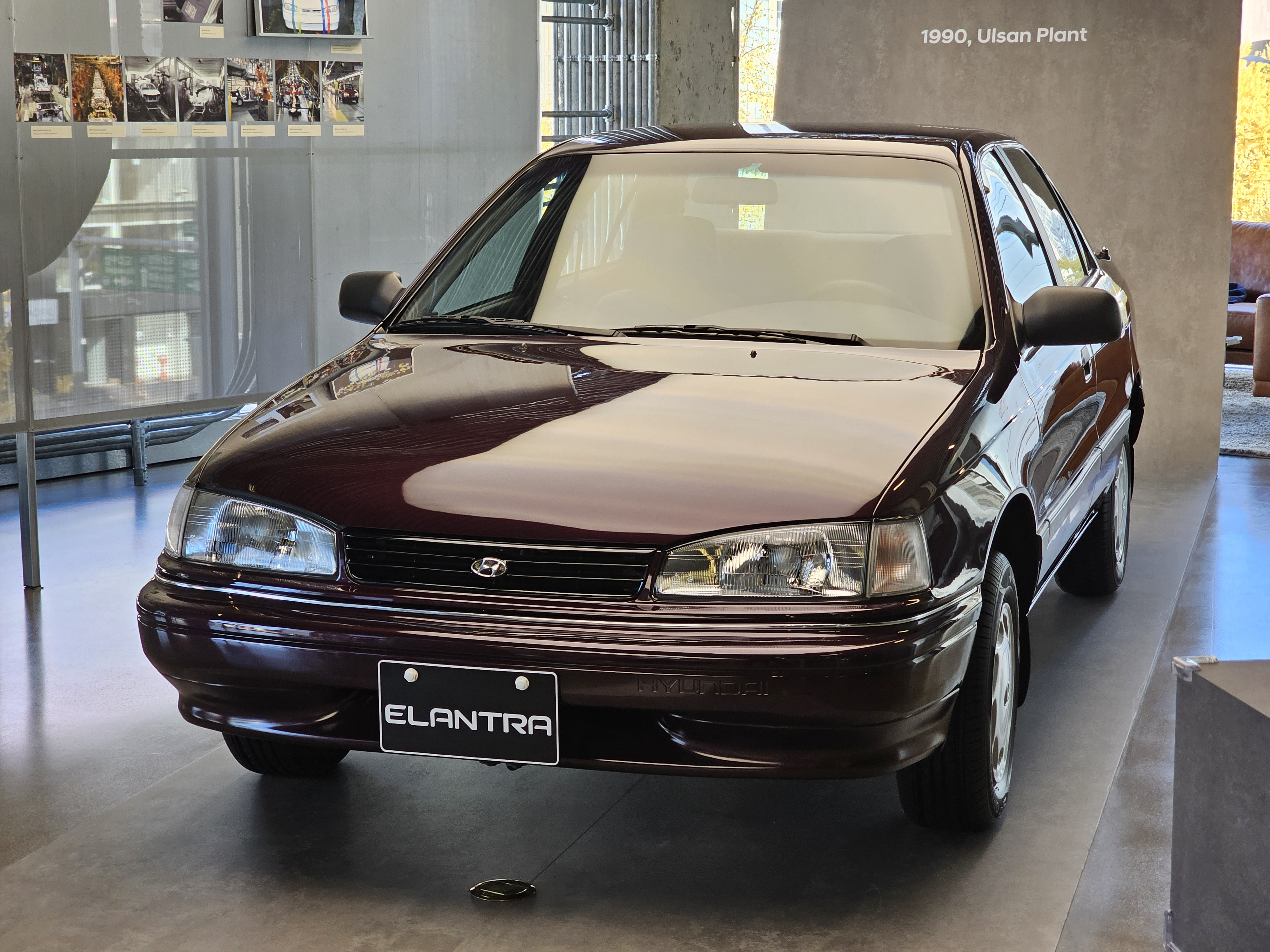
현대 엘란트라 정측면

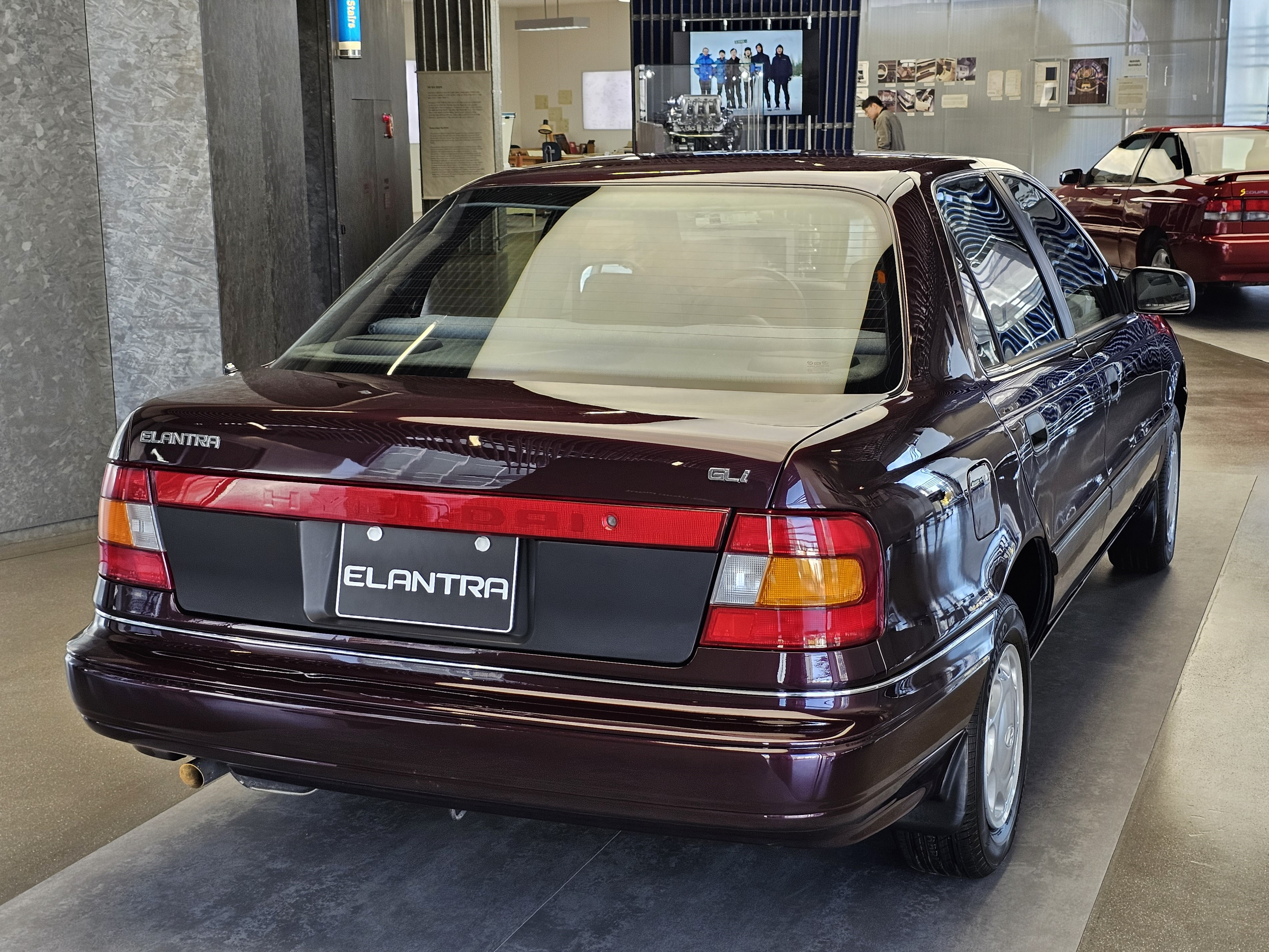
현대 엘란트라 후측면

1986년에 프로젝트명 J로 개발에 들어가 4,100억 원의 개발비를 들여, 4년 후인 1990년 10월 23일 생산공장인 제3공장 준공과 동시에 생산이 시작되어 10월 26일에 수출 전략형 승용차이자 스텔라의 대체 차종으로 출시된 엘란트라는 소형급과 중형급 사이의 틈새를 메워 준중형급을 본격적으로 형성하였다. 1990년에 준공된 지 얼마 안 된 울산공장에서 조립을 시작한 차량이며, 조르제토 쥬지아로의 그늘에서 벗어나 현대자동차가 자체적으로 디자인하여 만든 독자 개발 차종이다. 이는 현대자동차가 독자 개발 차량을 출시하는 것에 대한 자신감을 불어넣은 계기가 되었다. 개발 무렵부터 차종 간 플랫폼 공유화가 시작되었고 전륜 서스펜션은 맥퍼슨 스트럿을, 후륜 서스펜션은 트레일링 암을 적용하였다. 출시 초기에는 인기를 끌지 못하였으나, 차츰 진가를 인정받아 1992년과 1993년에 대한민국 최다 판매 차량으로 인기를 끌었다. 엔진은 미쓰비시 오리온 1.5L SOHC 엔진과 미쓰비시 시리우스 1.6L DOHC 엔진으로 2가지가 있었다. 라인업은 1.5L GLi, 1.5L GLSi, 1.6L DOHC 등 3가지였으나, 1991년 9월에 1.6L GLi가 추가되었다. 기본적으로 휠 커버가 있는 스틸 휠이 적용되었고, 1.6L DOHC에서는 알루미늄 휠과 디지털 계기판이 적용되었다. 1.5L GLi에는 1단 전자식 카세트 데크 오디오가 적용되었고, 1.5L GLSi에는 7밴드 그래픽 이퀄라이저 오디오가 적용되었다. 1991년 TV 광고에서는 엘란트라가 아우토반에서 포르쉐 911을 따라 잡는 장면이 있었는데, 이것이 과장 광고라는 의혹이 생겨 한때 광고가 중단되기도 하였다.
| 구분     | 1.5L SOHC 가솔린 | 1.6L DOHC 가솔린 |
| -------- | ---------------- | ---------------- |
| 엘란트라 | GLi GLSi         | GLi DOHC         |

제원
| 구분                 | 엘란트라 1.5L 오리온 SOHC        | 엘란트라 1.6L 시리우스 DOHC      |
| -------------------- | -------------------------------- | -------------------------------- |
| 전장 (mm)            | 4,375                            | 4,375                            |
| 전폭 (mm)            | 1,675                            | 1,675                            |
| 전고 (mm)            | 1,395                            | 1,395                            |
| 축거 (mm)            | 2,500                            | 2,500                            |
| 윤거 (전, mm)        | 1,430                            | 1,430                            |
| 윤거 (후, mm)        | 1,430                            | 1,430                            |
| 승차 정원            | 5명                              | 5명                              |
| 변속기               | 수동 5단 자동 4단                | 수동 5단 자동 4단                |
| 서스펜션 (전/후)     | 맥퍼슨 스트럿/3링크 트레일링 암  | 맥퍼슨 스트럿/3링크 트레일링 암  |
| 구동 형식            | 전륜구동                         | 전륜구동                         |
| 엔진 형식            | G4DJ                             | G4CR                             |
| 연료                 | 가솔린                           | 가솔린                           |
| 배기량 (cc)          | 1,468                            | 1,596                            |
| 최고 출력 (ps/rpm)   | 90/5,500                         | 126/6,000                        |
| 최고 속도 (km/h)     | 164                              | 180                              |
| 최대 토크 (kg*m/rpm) | 13.5/3,000                       | 15.3/5,000                       |
| 연료 탱크 용량 (L)   | 52                               | 52                               |
| 공차 중량 (kg)       | 1,064(수동 5단)/ 1,082(자동 4단) | 1,101(수동 5단)/ 1,118(자동 4단) |
| 연비 (km/L)          | 15.36(수동 5단)/ 13.48(자동 4단) | 13.49(수동 5단)/ 11.79(자동 4단) |

### 뉴 엘란트라(1993년4월~1995년12월)

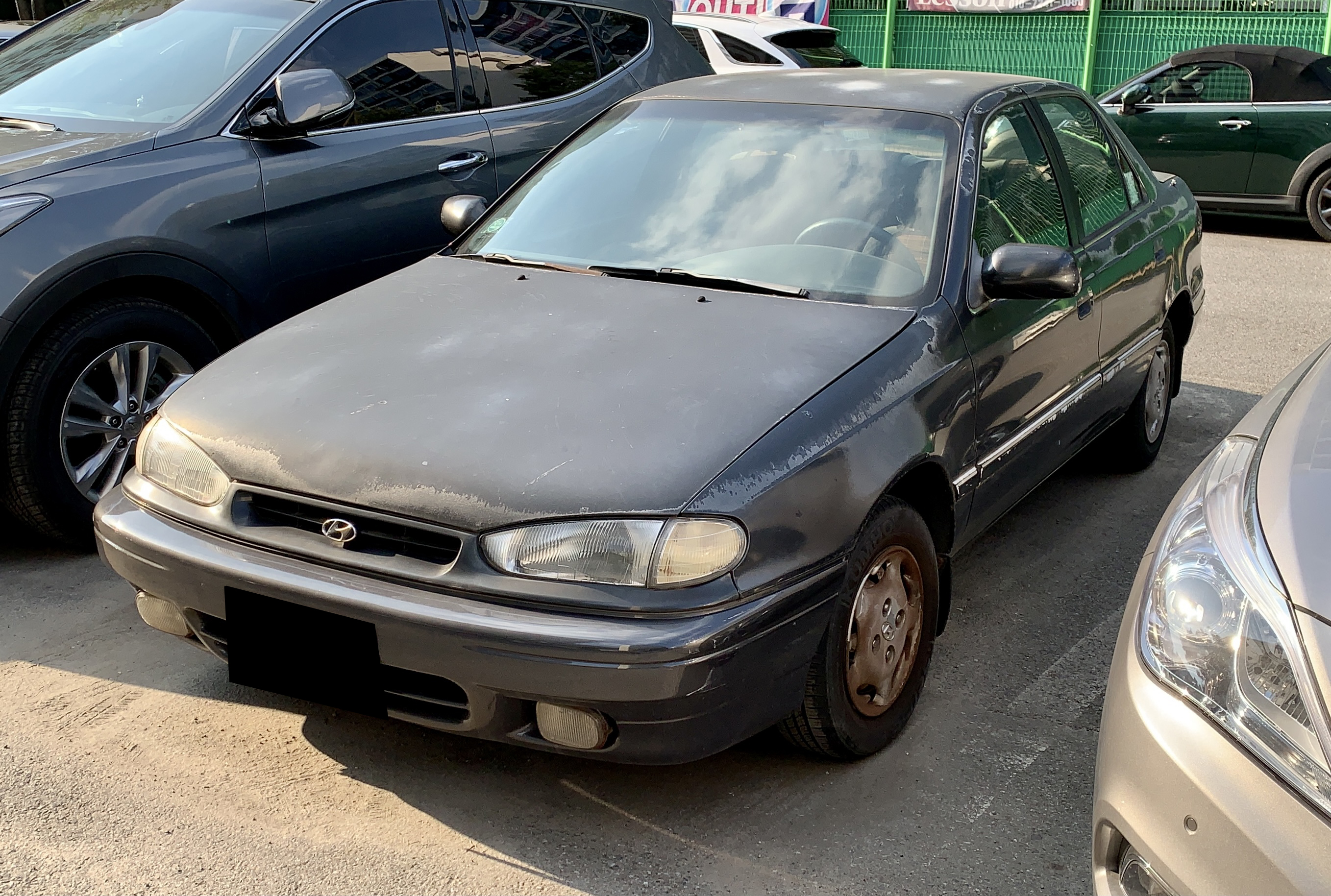
현대 뉴 엘란트라 정측면

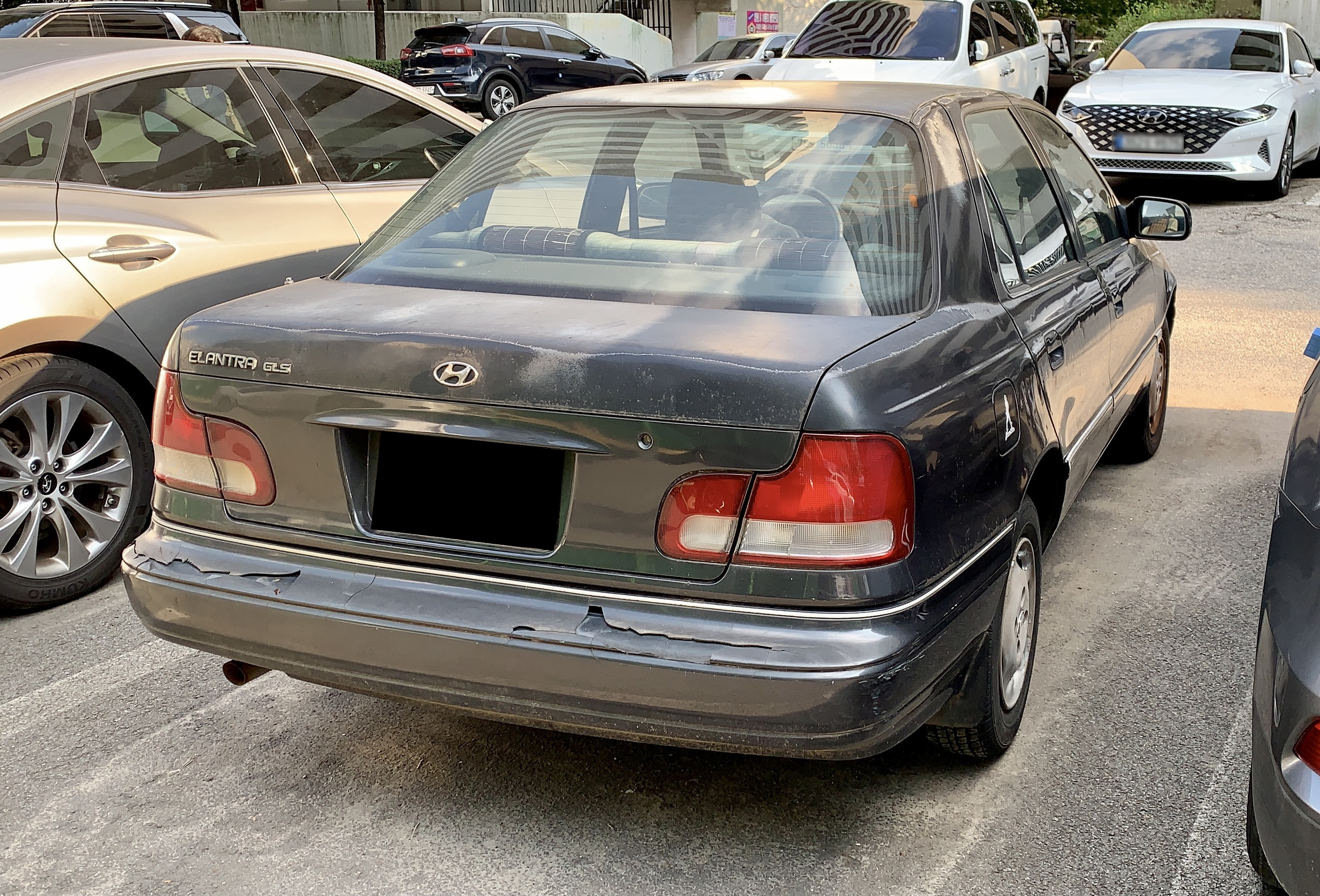
현대 뉴 엘란트라 후측면

1993년 4월 6일에 페이스리프트를 거쳐 126마력 1.6L DOHC 엔진을 135마력 1.8L DOHC 엔진으로 대체했다. 그리고 시리우스 1.5리터 DOHC 엔진을 추가했다. 이에 따라 오리온 1.5L SOHC, 시리우스 1.5L DOHC, 시리우스 1.8L DOHC 등 3가지 엔진으로 선택의 폭을 넓히고, 대한민국의 준중형차로는 최초로 운전석 에어백과 ABS(옵션)를 갖추었다. 다만 시리우스 1.5리터 DOHC 엔진은 내구성이 좋지 못하다는 악평을 받았다.
오스트레일리아 랠리에 출전하여 1.6L 이하 비개조 부문에서 1991년, 1995년, 1996년에 3차례 우승을 거두었으며, 현재 이 차량은 울산 공장 홍보관에 전시되고 있다.
1995년 3월 16일에 후속 차종인 아반떼가 출시되면서 아반떼와 중복되는 시리우스 1.5L DOHC 엔진과 1.8L DOHC 엔진이 먼저 단종됐다. 이후 오리온 1.5L SOHC 엔진이 장착된 1.5L GLS 트림만 아반떼와 함께 병행 생산·판매되다가, 같은 해 12월에 단종되었다. 이와 함께 당시 아반떼가 엘란트라와 동급인 신형 차종인데도 가격은 더 저렴함에서 오는 혼란도 정리되었다.
단종된 후 엘란트라는 아반떼와 i30(수출명: 엘란트라 투어링, 엘란트라 GT)의 수출명으로 이용 중이다. 아반떼 2.0T 모델인 아반떼 N 또한 수출명은 엘란트라 N이다.
| 구분        | 1.5L SOHC 가솔린 | 1.5L DOHC 가솔린 | 1.8L DOHC 가솔린 |
| ----------- | ---------------- | ---------------- | ---------------- |
| 뉴 엘란트라 | GL GLS           | GLS DOHC         | GLS DOHC         |

제원
| 구분                 | 뉴 엘란트라 1.5L 오리온 SOHC     | 뉴 엘란트라 1.5L 시리우스 DOHC   | 뉴 엘란트라 1.8L 시리우스 DOHC   |
| -------------------- | -------------------------------- | -------------------------------- | -------------------------------- |
| 전장 (mm)            | 4,405                            | 4,405                            | 4,405                            |
| 전폭 (mm)            | 1,680                            | 1,680                            | 1,680                            |
| 전고 (mm)            | 1,390                            | 1,390                            | 1,390                            |
| 축거 (mm)            | 2,500                            | 2,500                            | 2,500                            |
| 윤거 (전, mm)        | 1,445                            | 1,445                            | 1,445                            |
| 윤거 (후, mm)        | 1,430                            | 1,430                            | 1,430                            |
| 승차 정원            | 5명                              | 5명                              | 5명                              |
| 변속기               | 수동 5단 자동 4단                | 수동 5단 자동 4단                | 수동 5단 자동 4단                |
| 서스펜션 (전/후)     | 맥퍼슨 스트럿/3링크 트레일링 암  | 맥퍼슨 스트럿/3링크 트레일링 암  | 맥퍼슨 스트럿/3링크 트레일링 암  |
| 구동 형식            | 전륜구동                         | 전륜구동                         | 전륜구동                         |
| 엔진 형식            | G4DJ                             | G4CL                             | G4CN                             |
| 연료                 | 가솔린                           | 가솔린                           | 가솔린                           |
| 배기량 (cc)          | 1,468                            | 1,497                            | 1,836                            |
| 최고 출력 (ps/rpm)   | 90/5,500                         | 108/6,000                        | 135/6,000                        |
| 최고 속도 (km/h)     | 164                              | 180                              | 195                              |
| 최대 토크 (kg*m/rpm) | 13.5/3,000                       | 14.6/4,500                       | 17.5/4,500                       |
| 연료 탱크 용량 (L)   | 52                               | 52                               | 52                               |
| 공차 중량 (kg)       | 1,064(수동 5단)/ 1,082(자동 4단) | 1,166(수동 5단)/ 1,180(자동 4단) | 1,170(수동 5단)/ 1,187(자동 4단) |
| 연비 (km/L)          | 15.4(수동 5단)/ 13.5(자동 4단)   | 15.0(수동 5단)/ 12.5(자동 4단)   | 13.3(수동 5단)/ 11.4(자동 4단)   |